# Кути
Ку́ти — селище в Косівському районі Івано-Франківської області, з 2020 року адміністративний центр Кутської селищної громади. Відстань від райцентру — 10 км, від залізничної станції Вижниця — 1,2 км.

## Географія
У селищі потік Кремінець (Каменець) впадає у річку Черемош.

## Історія

### Перші згадки
Перша письмова згадка про населений пункт датується 1448 роком, коли власником Кутів був шляхтич Міхал з Войнилова. Деякі дослідники називають й інші дати: 1427 та 1442 роки. Назва Кути походить, можливо, від географічного розміщення — у куті між Черемошем та Карпатами. Вважається, що першими поселенцями були селяни, які тікали з різних куточків України від панщини і поселялися тут, у передгір'ї, де були сприятливі умови для ведення господарства, зокрема скотарства. Самоочевидним є те, що поселення виникло значно раніше, ніж це зафіксували письмові джерела. З пам'яток збереглися залишки городища X-XIII століть, відкриті 1930 року. Багато дослідників не без підстав пов'язують виникнення поселення із солеварінням, (набагато раніше 1448 року). Власне, із цим промислом пов'язане зміцнення могутності Галицько-Волинського князівства, до складу якого входили населені пункти Прикарпаття, у тому числі Коломия, Уторопи, Косів, Кути та інші.

### Середні віки
1565 року, згідно тодішнього адміністративного поділу, Кути входили до складу Снятинського староства Галицької землі Руського воєводства Королівства Польського (польських королівських маєтків).
В середині XVI століття у Кутах були млин та солеварня, а селяни володіли значною кількістю овець та іншої худоби.
Жителі Кутів, Косова та навколишніх поселень зазнавали частих наїздів османсько-татарських нападників, які почастішали у XVI—XVII столітті. Особливо великої шкоди зазнало населення під час нападів ворогів у 1621—1624 роках.
У 1648 році підійшли повстанські загони селянсько-козацького війська, які разом із кутянами та косівчанами розгромили маєтки феодала Речі Посполитої Шанявського. Наступного 1649 року кутяни та тюдівці напали на панський двір у Кутах. Зазнали Кути османського нападу 1673 року. В організації відсічі ворогам значну роль відігравав ватажок ополченців Білоголовий. Про ці події розповідається у народному переказі «Ватаг Білоголовий і турки». У бою з османами відважний ватажок загинув.
Наприкінці XVII та на початку XVIII століть населення Кутів значно зросло. Містечко займало вигідне географічне положення — тут проходив кордон між Річчю Посполитою і Молдовським князівством, яка була васалом Османської імперії, перетин торговельних шляхів, був сприятливий клімат — тож населення Кутів досить швидко поповнювалося за рахунок польських колоністів, шляхтичів та урядовців.
У цей період у Кутах поселилися вірмени, які прибули сюди з Молдовського князівства, рятуючись від османського гніту. Вірмени займалися торгівлею сіллю, худобою, м'ясними виробами, ремеслом — виготовляючи одяг та взуття із шкіри, яку перед цим відповідно обробляли у чинбарнях (гарбарнях), а також городництвом та садівництвом.
У XVIII століття в торгівлі вірменів витіснили євреї, громада яких у Кутах досить швидко зростала. Крім торгівлі, вони також займалися лихварством.
1715 року Кути одержали магдебурзьке право — право міста на своє самоврядування, за сприяння власника поселення — Юзефа Потоцького, з гербом та іншими привілеями. Тогочасний герб містечка (який був без змін до 1918 року) мав зображення мурованого замку з брамою та двома вежами, одна з яких зруйнована (ймовірно, символ бойового минулого Кутів).
Тричі на рік тут відбувалися ярмарки, а у вівторок і п'ятницю місцеві торги, від яких Кути отримували значні кошти, що використовувалися на будівництво адміністративних будинків, публічних споруд, доріг, каналізації тощо. У цей час одна частина поселення відділилася в окрему адміністративну одиницю — Старі Кути.

### Опришки
Кути та навколишні села були пов'язані з опришківським рухом, який посилився у 30-60 роках XVIII ст. (Перші згадки про опришків датуються початком XVIII ст., коли кутську шляхту громили опришки ватажка Верби). Цей рух ніби синхронізувався з подіями, які мали місце на Правобережній Україні, Поділлі і Волині (Гайдамаччина). Так, у 1734 р. повстання селян Волині і Поділля проти панування Речі Посполитої очолив сотник Верлан. У 1739 році козацький загін, який проходив через Покуття, розгромив у Кутах маєтки багачів, у тому числі кутського війта. У 1738 до 1755 року боротьбу опришків проти польських поневолювачів у Карпатах і на Прикарпатті очолював Олекса Довбуш, оспіваний у пісні «Ой попід гай зелененький», де є відомі слова «щоби Кути не минути, до Косова завернути». Тільки сильна військова залога в Кутах не дала можливості опришкам Довбуша здобути місто.
1750 року на правобережжі вибухнуло велике гайдамацьке повстання проти панів Речі Посполитої, яке очолювали Мочула, Письменний, Тесля та ін. Тільки об'єднаними військовими силами шляхти Київського, Подільського та Волинського воєводств удалося придушити це повстання. У цей самий час в околицях Кутів діяв загін під проводом Василя Баюрака (1722—1754), який очолив опришків після смерті Олекси Довбуша (1745 рік). Каральний загін під командуванням полковника Пшелуського у 1750 році розбив загін народних месників. Захоплених селян відправили в Кути, де їх жорстоко катували — били, припікали вогнем, але селяни не визнавали себе винними і нічого не сказали про зв'язок з В. Баюраком. Лише у 1754 році кутській та косівській шляхтам вдалося спіймати В. Баюрака, який був страчений у Станіславі.
В 1765 р. у місті було 360 хат, проживало 165 українських та польських, 70 вірменських та 124 єврейські родини.
Як відомо, 1768 року у  м. Барі на Поділлі шляхта Речі Посполитої створила союз, або конфедерацію, спрямовану на оборону своїх прав і католицизму. Це спонукало українське населення підняти повстання проти Речі Посполитої, відоме під назвою «Гайдамаччина» або «Коліївщина». Події того часу теж торкнулись нашого краю. Кути опинились у зоні військових дій загонів військ Барської конфедерації (1768—1772). Після придушення повстання гайдамаків та розправи над Іваном Ґонтою шляхта Речі Посполитої збройно виступила проти короля Речі Посполитої Станіслава Понятовського — ставленика і союзника Росії-Московії. Одним із чільних керівників конфедератів був Казімеж Пуласький, який на чолі збройних загонів виступив із Закарпаття і опинився у Кутах та Косові (1769 р.). Конфедерати жорстоко розправлялися з українським населенням, яке співчувало гайдамакам та опришкам. Чинячи грабежі та розправи, вони пройшли Прикарпаттям, з'єдналися із іншим загоном конфедератів під орудою Марціна Любомирського і вчинили криваву розправу над селянами с. Ізби, повісивши декілька сотень мирних жителів, які їх не підтримували. У кривавих боях з російськими та польськими королівськими військами конфедерати зазнали поразки. З подій того час слід відмітити розгром загону військ Речі Посполитої (200 вояків) під командуванням власника с. П'ядики, Твардовського в околицях Кутів у 1771 році. А вчинила цей розгром сотня козаків під командуванням сотника Павлюка, яка прибула з Буковини. Названі події створили ґрунт для Першого поділу Польщі у 1772 році, після якого західноукраїнські землі, у тому числі Кути, відійшли до Австрійської імперії.

### Під правлінням Відня
Належність західноукраїнських земель до складу Священної Римської імперії, Австрійської імперії, Австро-Угорщини мала позитивний вплив на їх політичне і культурне піднесення, зумовивши швидкий національний розвиток і всеукраїнську роль, яку Галичина відігравала в часи царського тиску на Центральній і Східній Україні.
Після приєднання Галичини до Священної Римської імперії (1772 рік) почався приплив у Кути німецьких поселенців. Цьому сприяли патенти імператриці Марії Терезії від 1 жовтня 1774 року та імператора Йосифа II від 13 жовтня 1781 року, на підставі яких німецьким колоністам надавалися привілеї: вони наділялися землею, звільнялися від військової служби та на 6 років від сплати податків. Щоправда, приплив німців у Кути не був великий через перенаселеність місцевості.
У 1897—1898 роках в Кутах була утворена філія товариства «Просвіта», головою якого у 1910—1911 роках був місцевий священник Володимир Степанович. У 1907 р. у філії «Просвіти» налічувалося 66 членів, головою був Михайло Юрах, у просвітянській бібліотеці налічувалося 439 книжок.
Політичну роботу у Кутах активно проводила Українська радикальна партія, яка особливо популярною була на Гуцульщині. Згодом ця партія займалась підготовкою та проведенням виборів не тільки до вищих законодавчих державних органів, а й до органів місцевого самоврядування.
1913 року стараннями товариства «Сільський господар» у Львові, заснований «Комітет рятунковий Гуцульщини» в Кутах, у зв'язку з неврожаєм та великою осінньою повінню попереднього 1912 року і голодом. Комітет збирав пожертви, подавав прохання, клопотався для здобуття грошової помочі або роботи нужденним.

### 1914—1918 роки

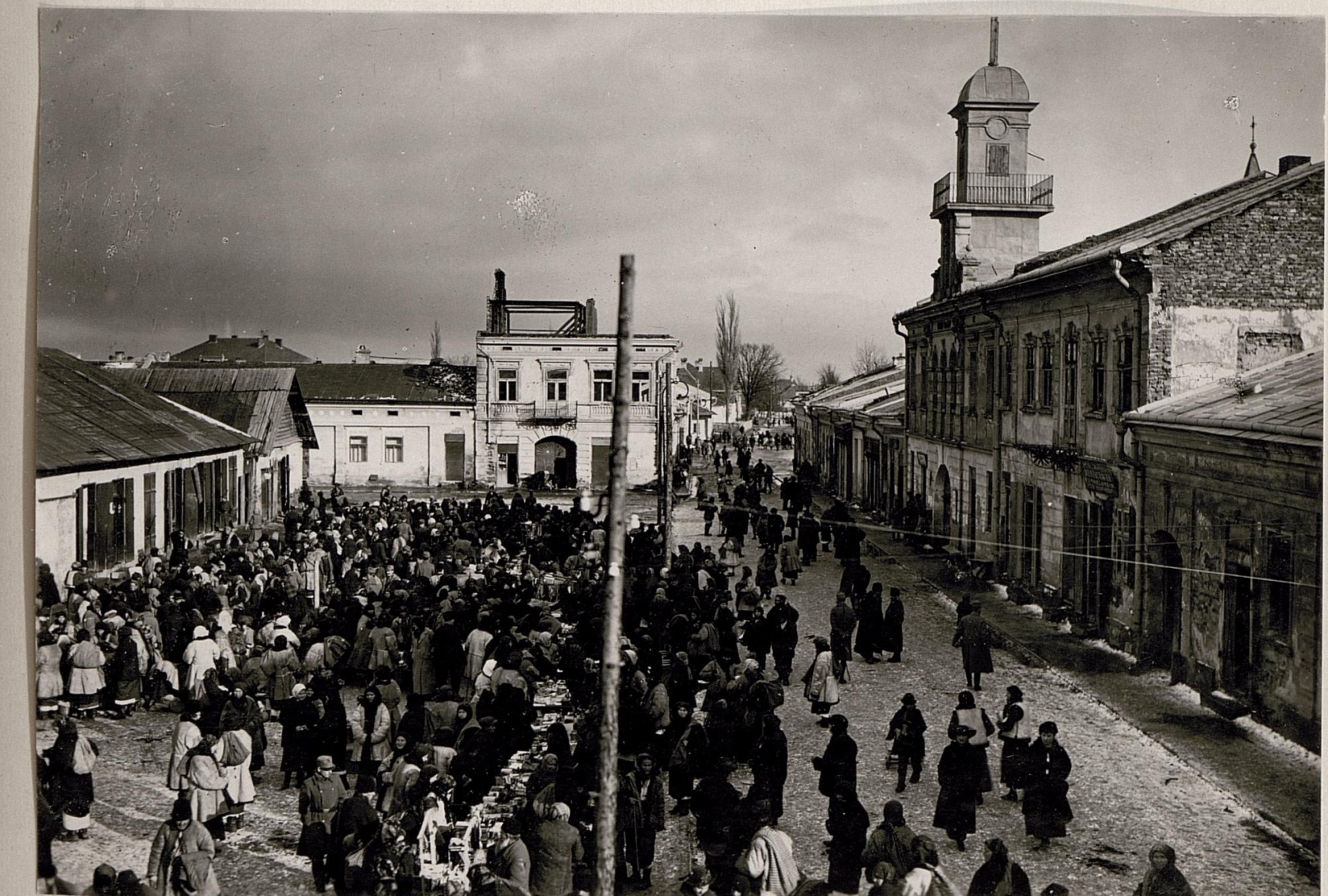
Ринкова площа в Кутах (між 1914 та 1918 роками)

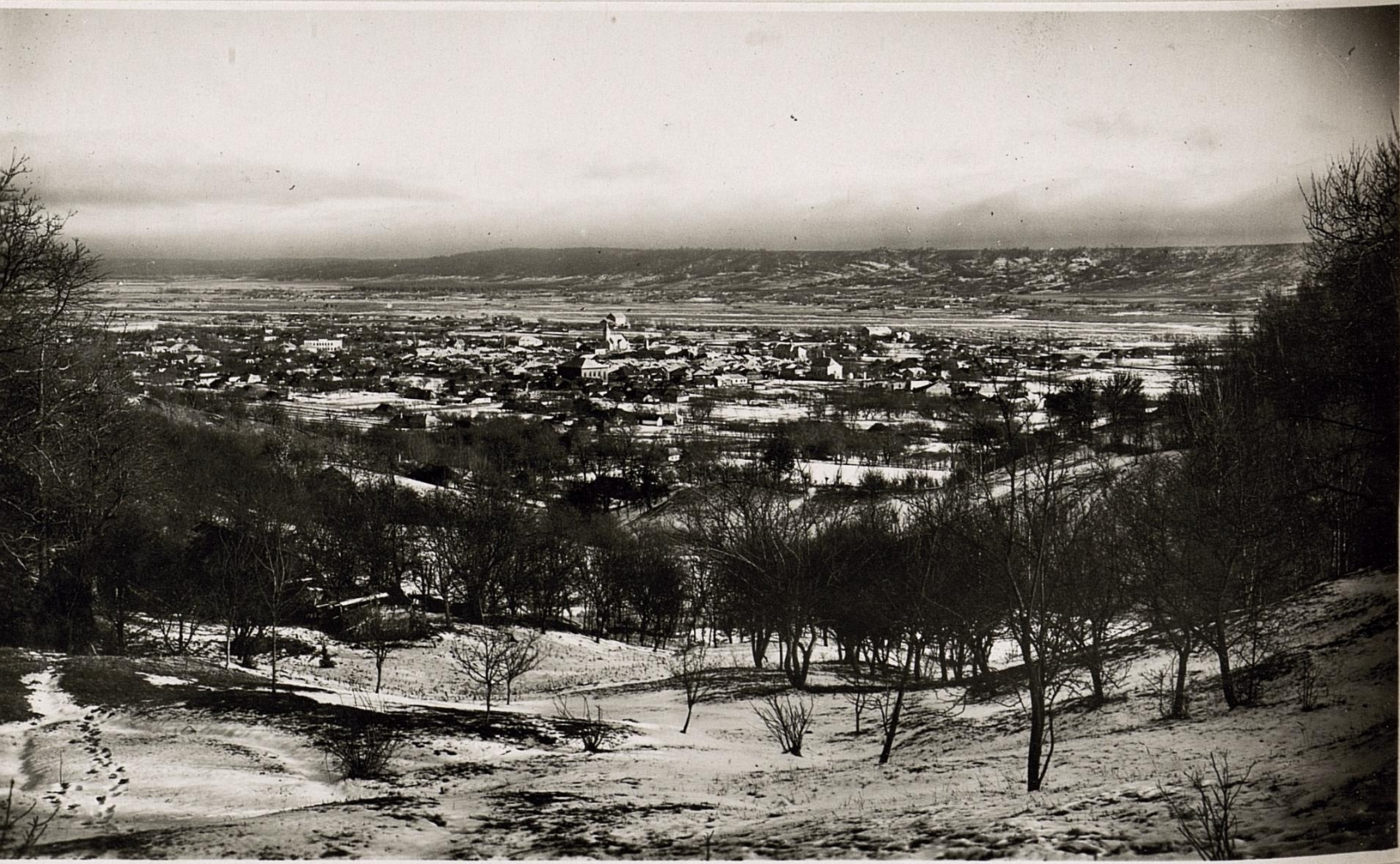
Панорама Кут (між 1914 та 1918 роками)

Значних руйнувань Кути зазнали у роки Першої світової війни. Тут проходила лінія російсько-австрійського фронту, велись вперті бої. Місто і село двічі переходило із рук в руки. Частина чоловічого населення міста була мобілізована в австрійську армію, частина — добровільно пішли служити в легіон Українських Січових Стрільців.
Військові дії в Кутах та на їх околицях привели до того, що частина населення була евакуйована військом, а частина добровільно покинула місто. Населення зменшилось до 3000 осіб, у тому числі залишилось 100 чоловіків віком від 16 до 52 років. З часів Першої світової війни на кутському цвинтарі зберігається братська могила, у якій поховані солдати російської армії.

### Західноукраїнська Народна Республіка
3 березня 1918 року в місті відбулось «свято державності і миру» (віче) на підтримку дій уряду Української Народної Республіки, на якому були присутні близько 15000 осіб — жителі Кутів та навколишніх сіл. Учасники віча вітали утворення української влади в особі уряду ЗУНР. У місті розміщувалася вишкільна сотня УСС, для якої місцеві ремісники шили одяг та виготовляли взуття.
Весною 1919 року в Кути на короткий час увійшли румунські війська, а згодом місто, як і навколишні села, окупували поляки.

### В складі Другої Речі Посполитої
З 1921 до 1939 року входили до складу Польщі. Населення не мирилося з новими окупантами, боролося з ними. В околицях Кутів діяв загін УГА чисельністю до 1 тис. вояків, який влітку 1920 року напав на Кути і роззброїв польських жандармів. Згодом загін перейшов на Закарпаття на територію Чехословаччини.
14 березня 1923 року Паризька мирна конференція ухвалила приєднати Галичину до Польщі з умовою надання їй автономії. Польський уряд не тільки не думав надавати Галичині автономію, а й посилив заходи, щоб припинити український розвиток, проводячи політику полонізації.
Поляки планували з'єднати залізницею Кути з Вижницею, про що підписали у 1929 році угоду з Румунією, однак тільки формальний обмін ратифікаційними документами «в найшвидшому часі» в них зайняв понад два роки. Залізниця пролягла на Тюдів, Розтоки і Білоберізку.

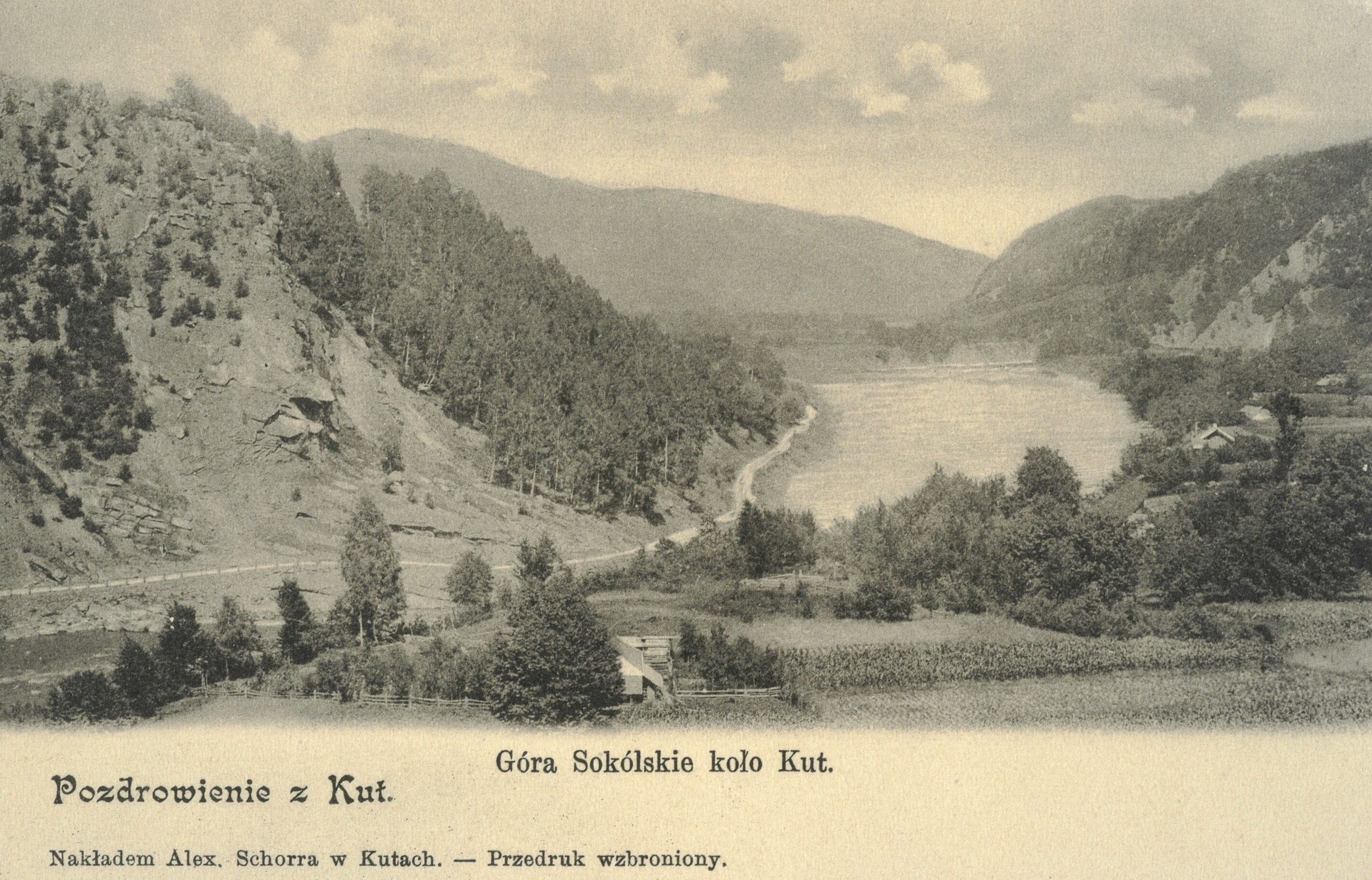
Гора Сокільське коло (1905 рік)
Вид на Кути (1904 рік)
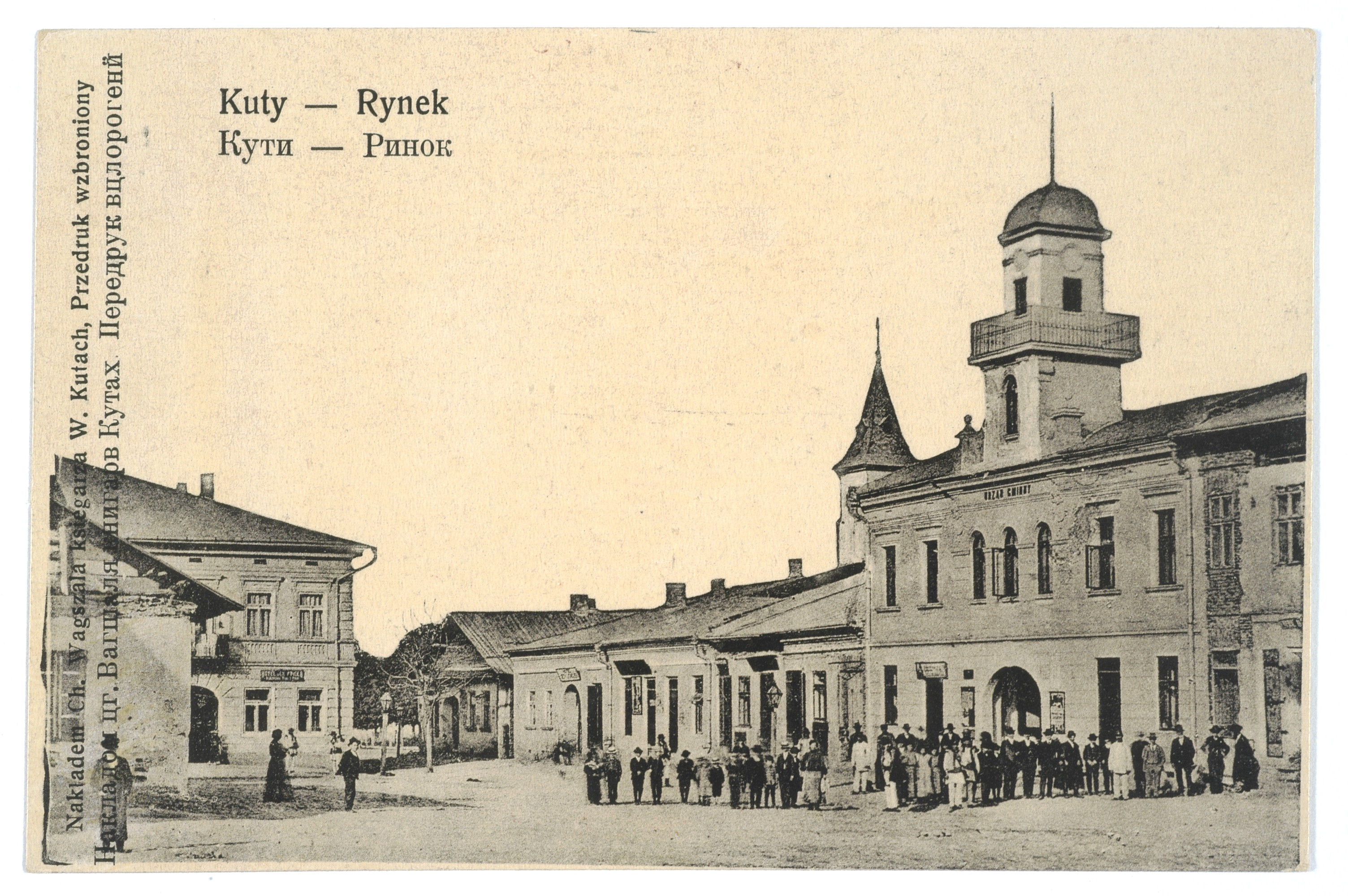
Ринкова площа (1910 рік)
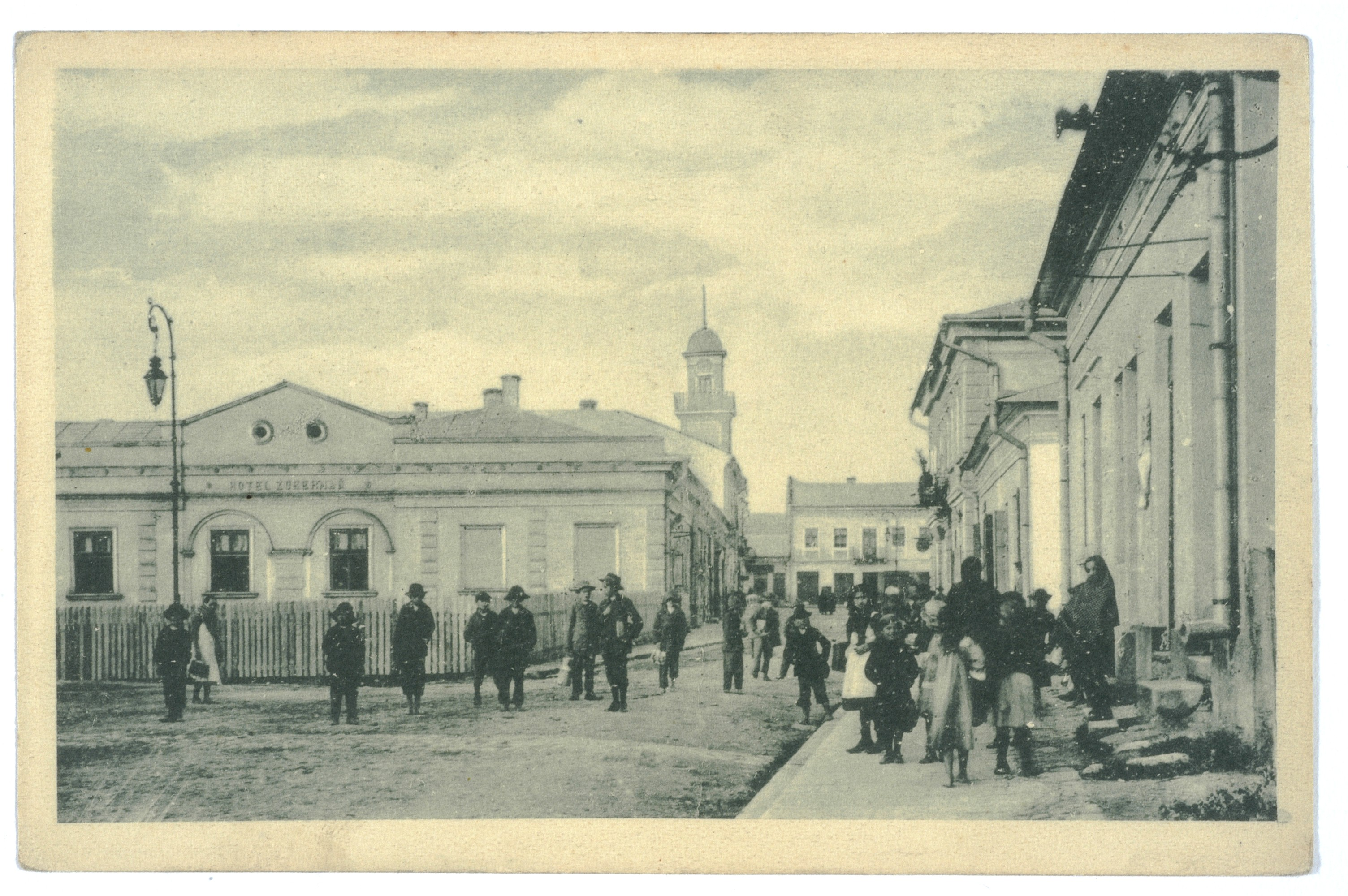
Ринкова площа (1922 рік)
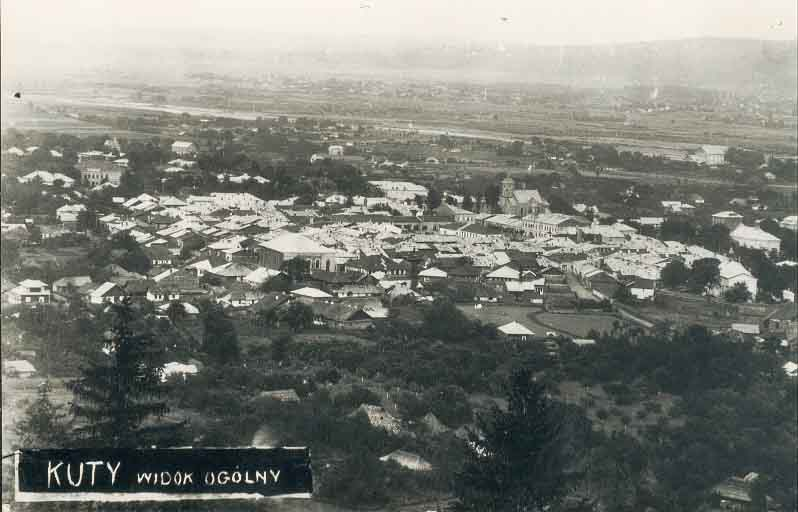
Вид на Кути (1925 рік)
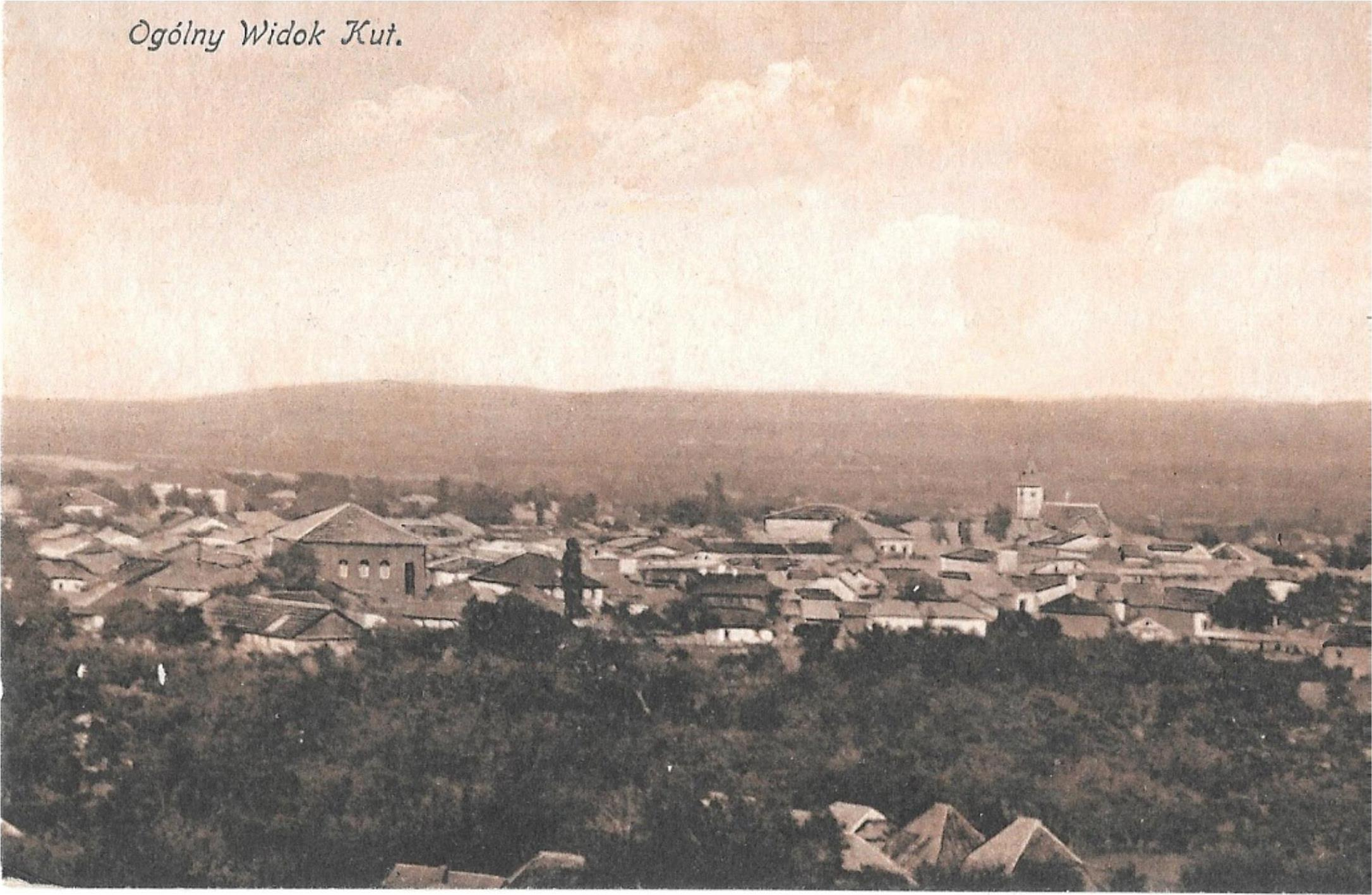
Вид на Кути (1928 рік)
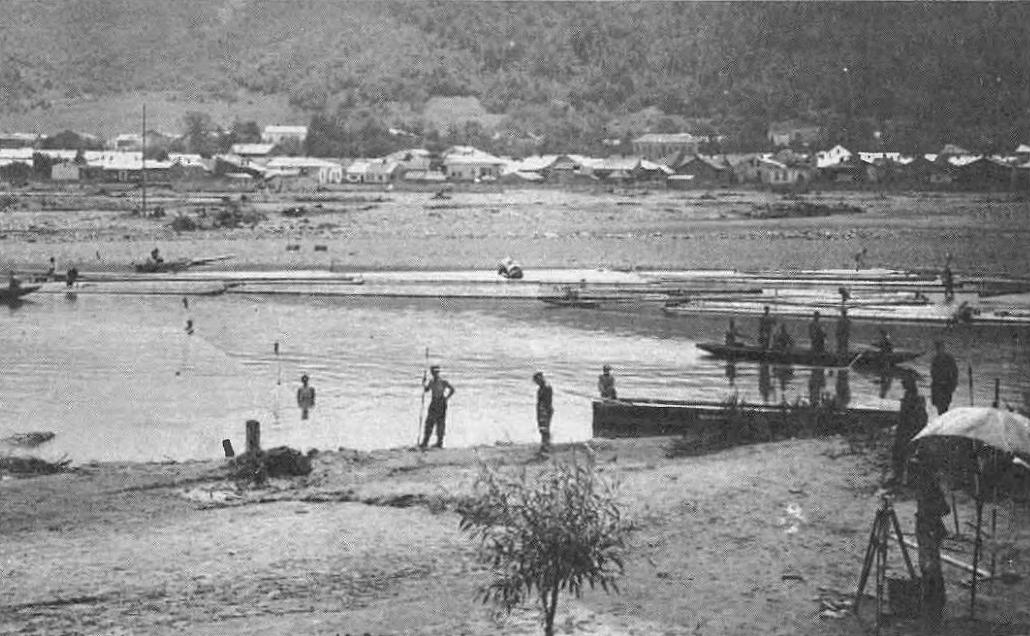
Закладання мосту в Кутах (1930 рік)
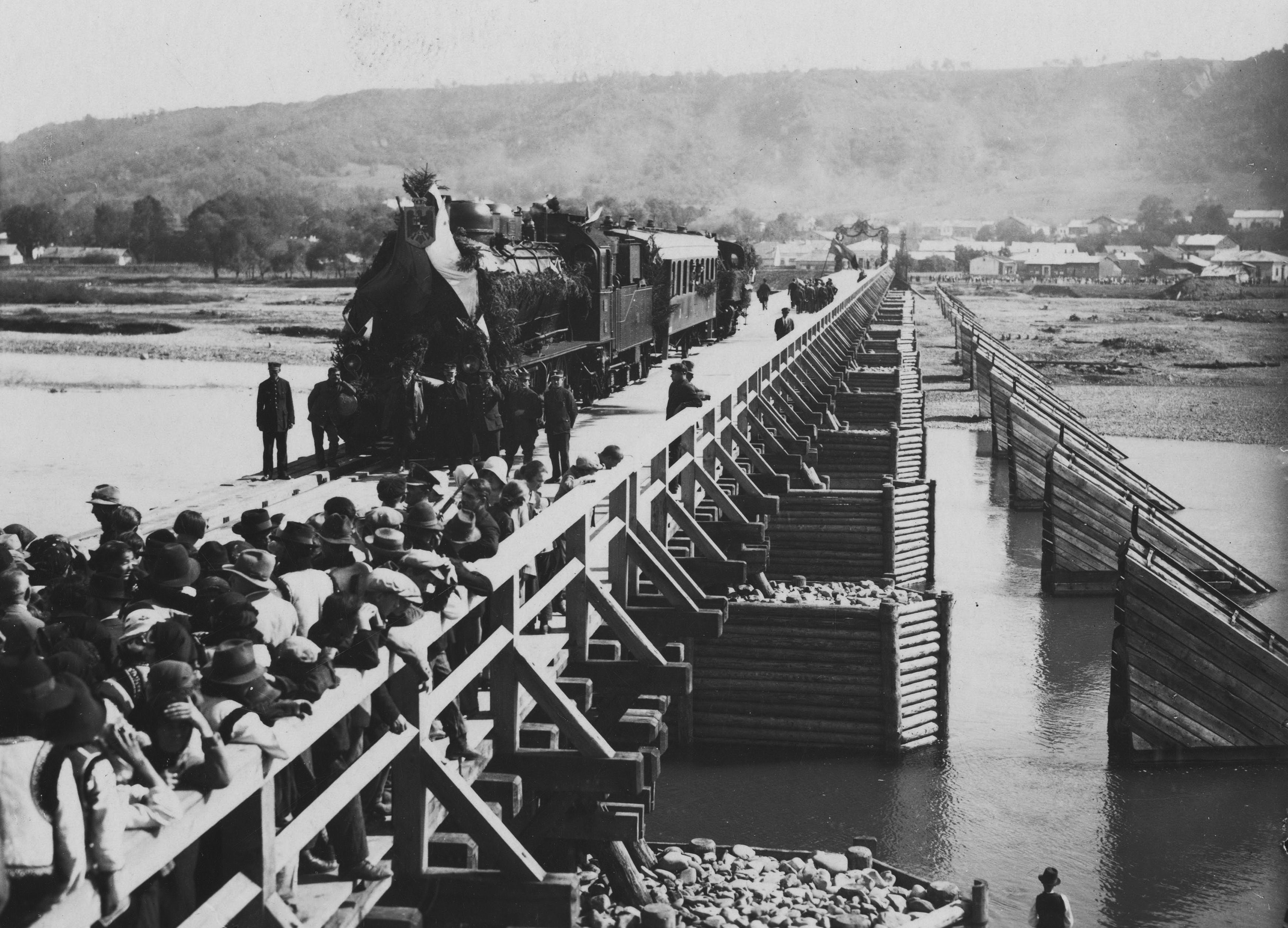
Перший проїзд потягу по новозбудованому мосту (1930 рік)
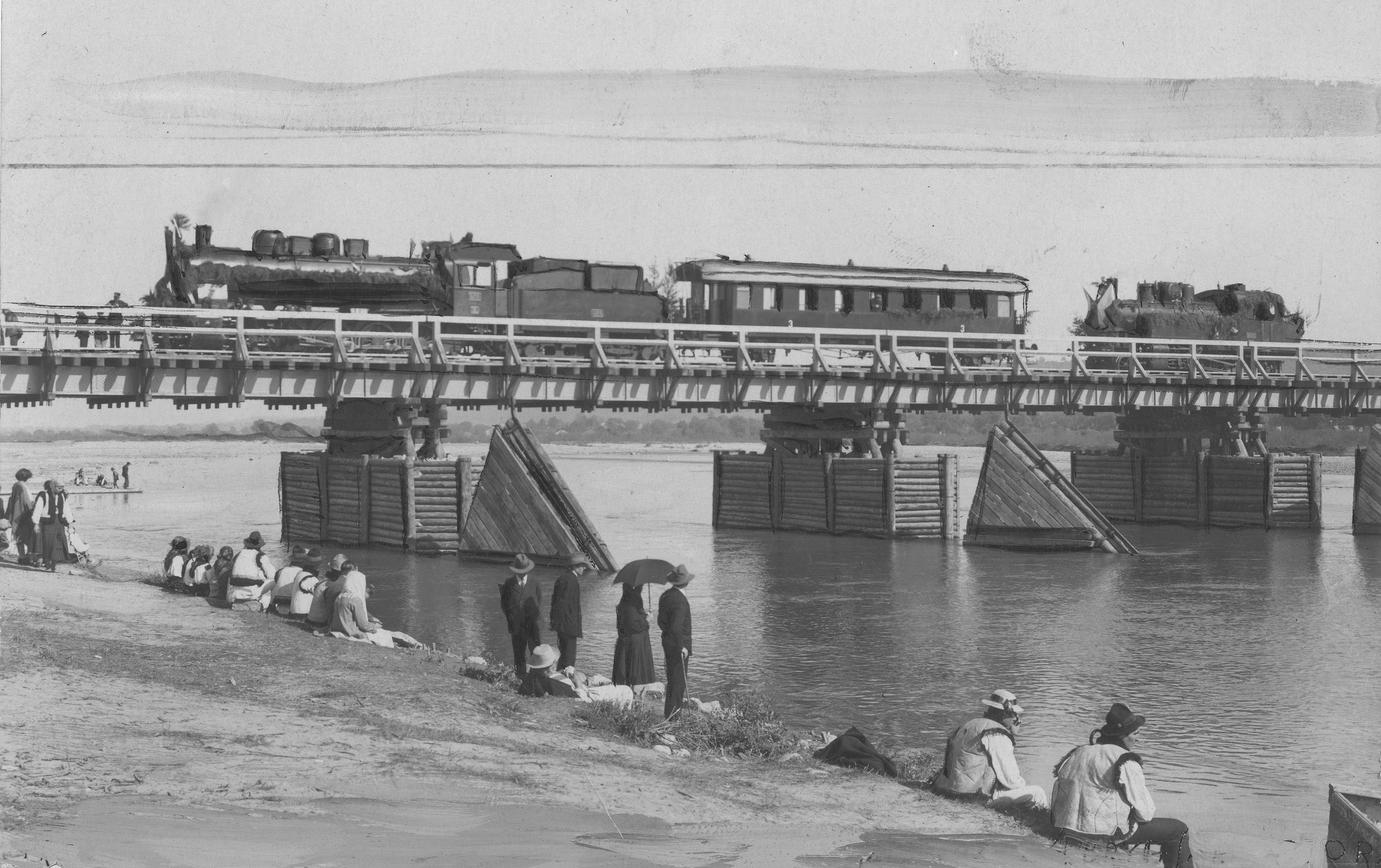
Прибуття першого потягу в Кути (1930 рік)
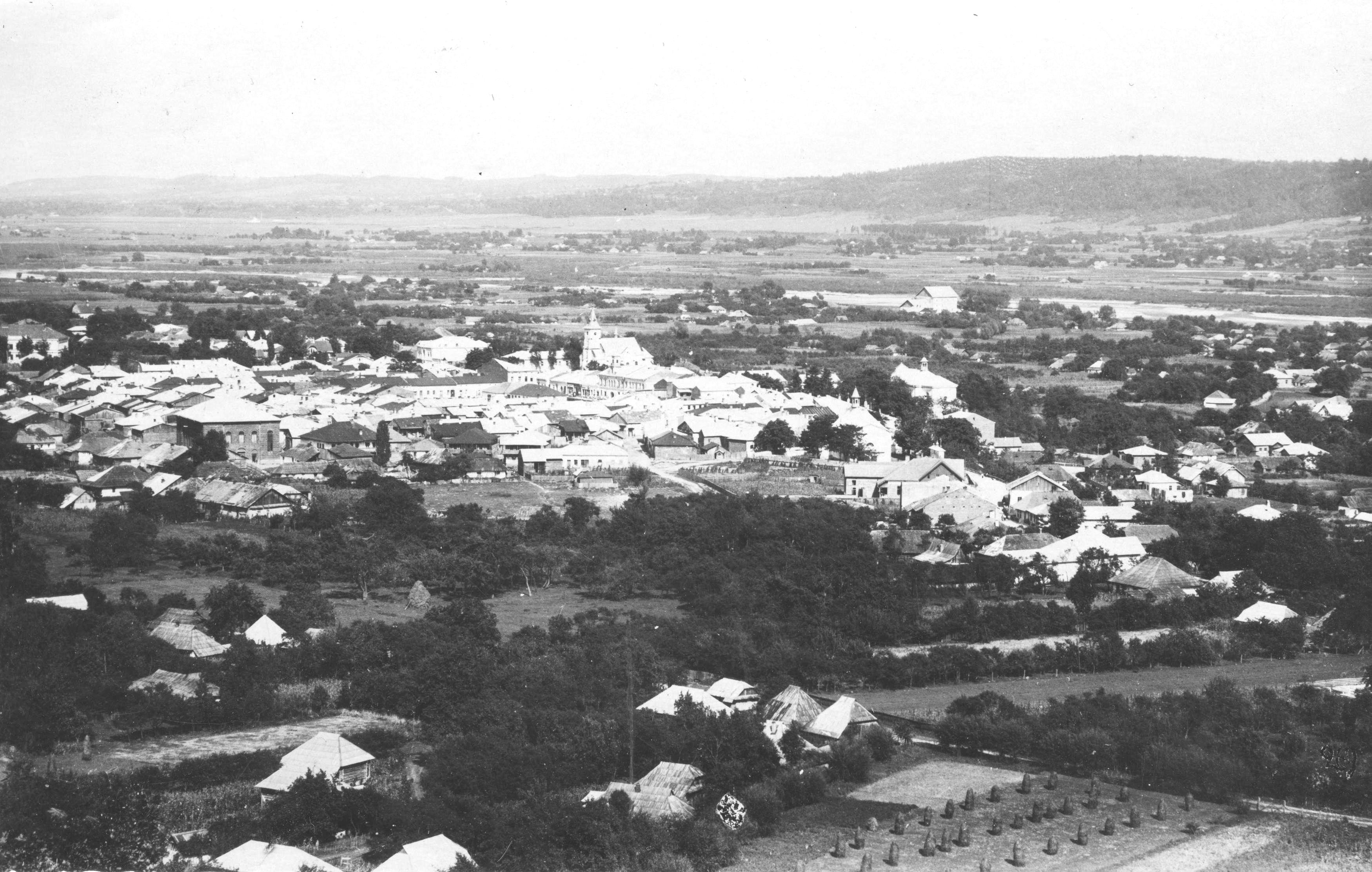
Вид на Кути (між 1918 та 1939 роками)
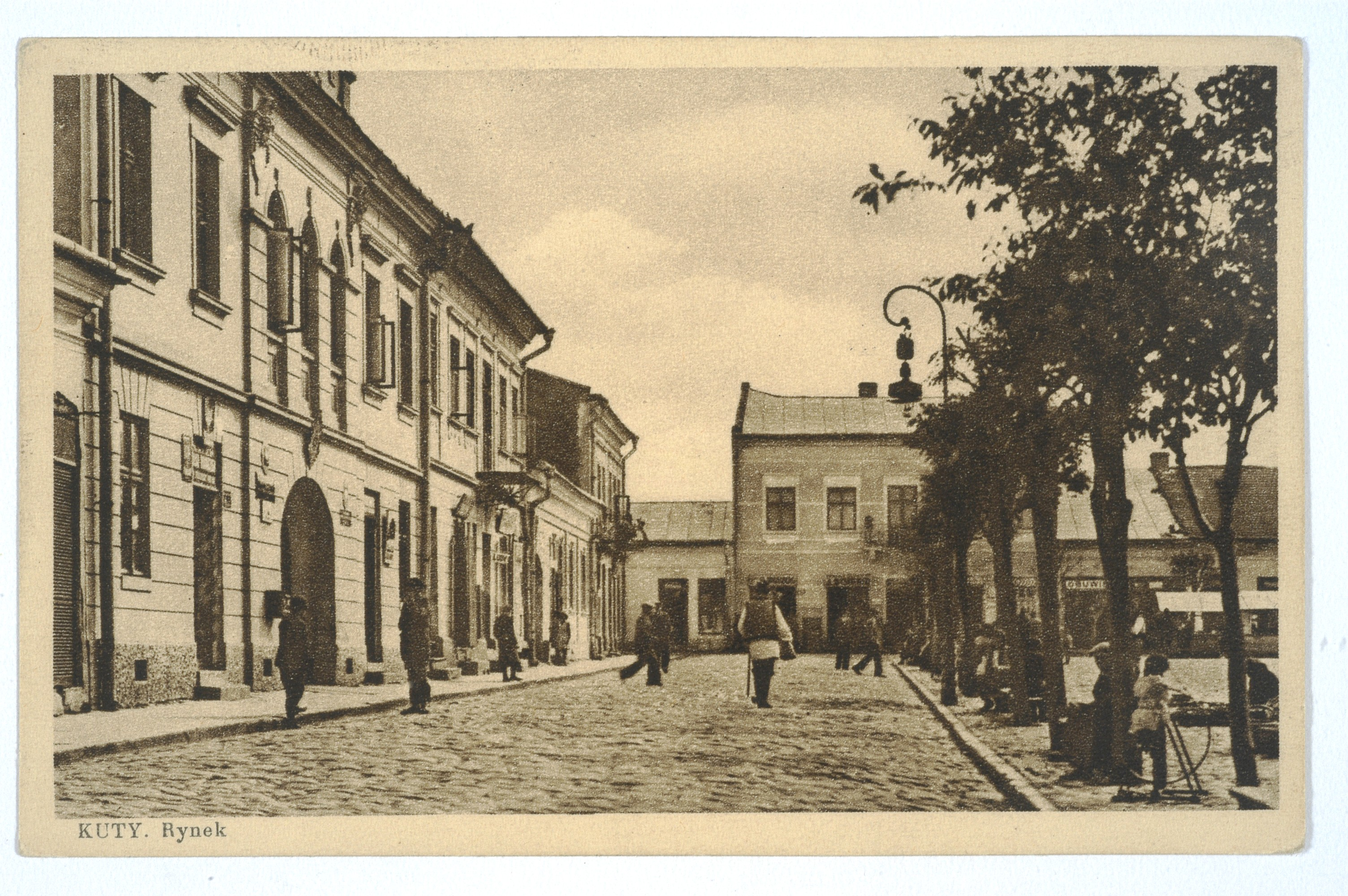
Ринкова площа (між 1930 та 1939 роками)
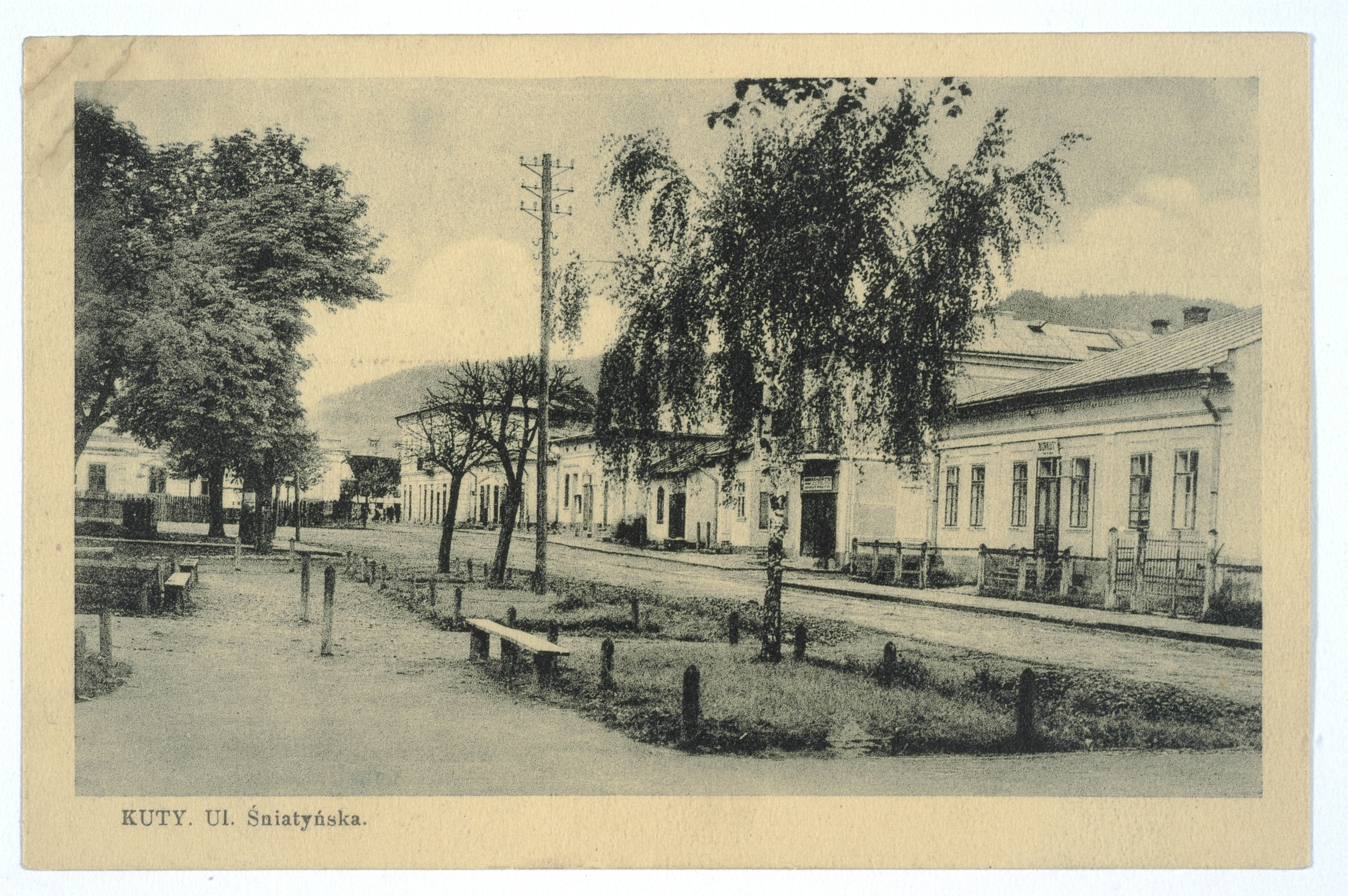
Вулиця Снятинська (між 1930 та 1939 роками)
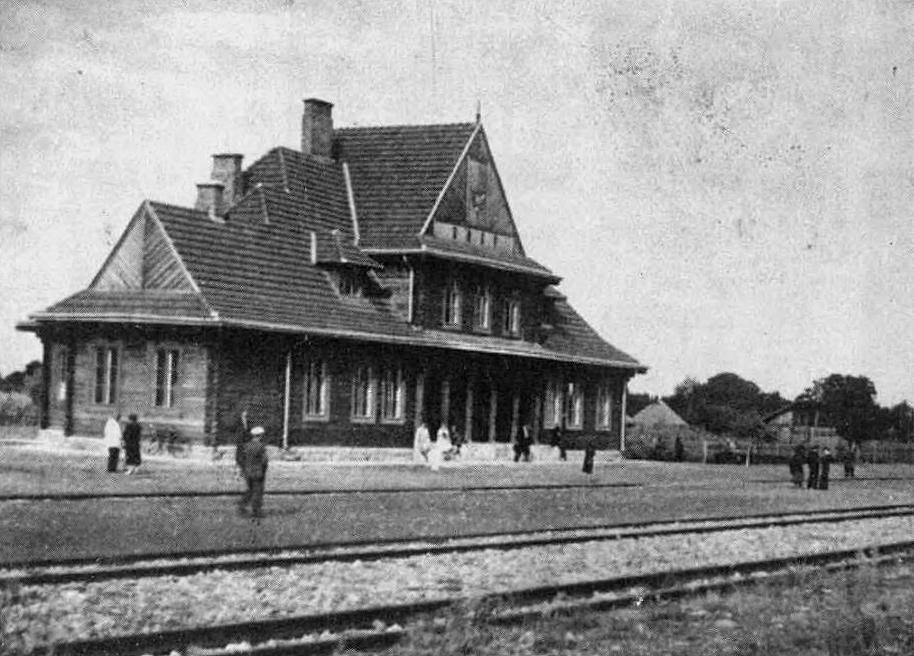
Залізнична станція (між 1930 та 1939 роками)
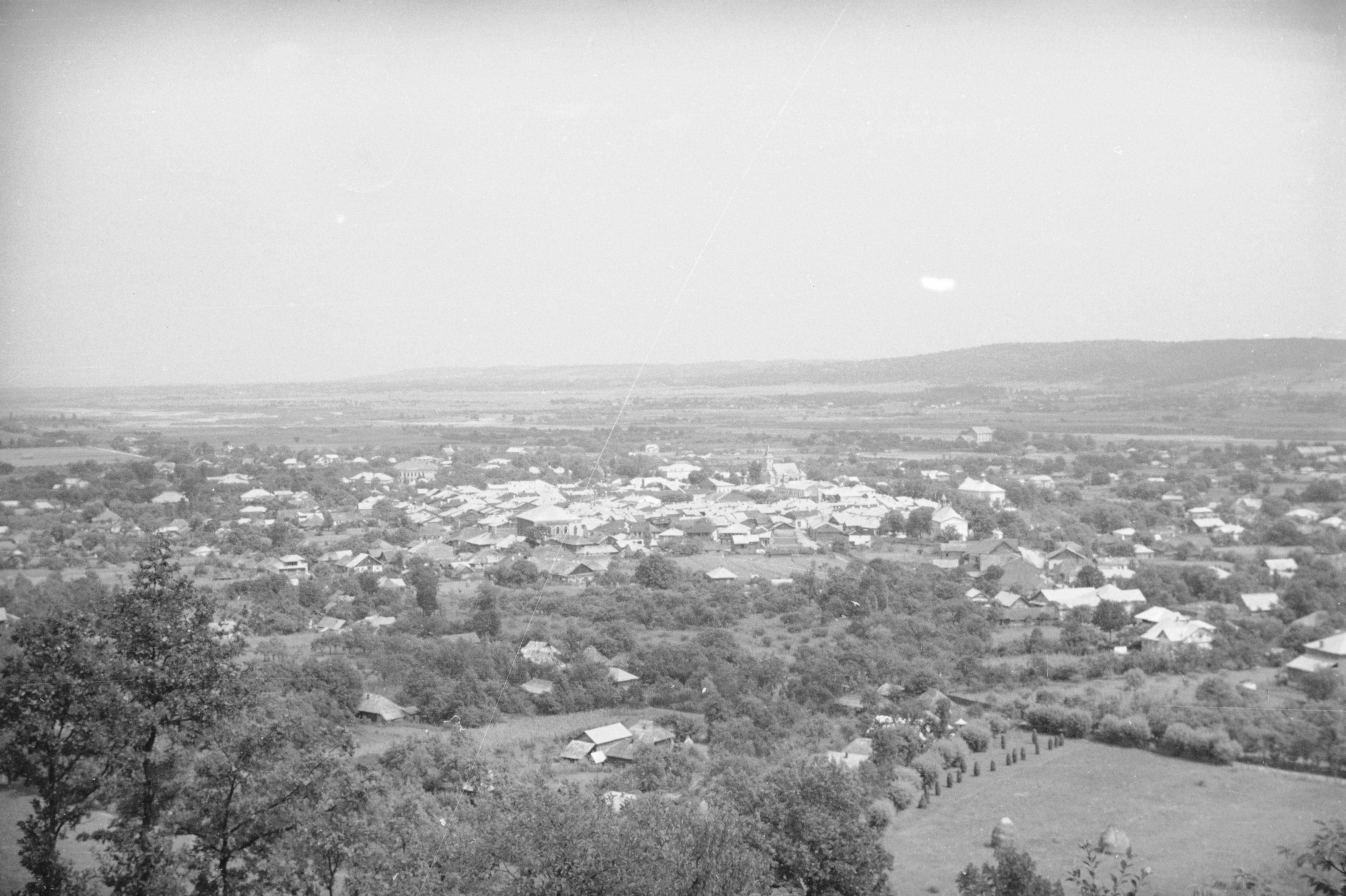
Вид на Кути (1936 рік)
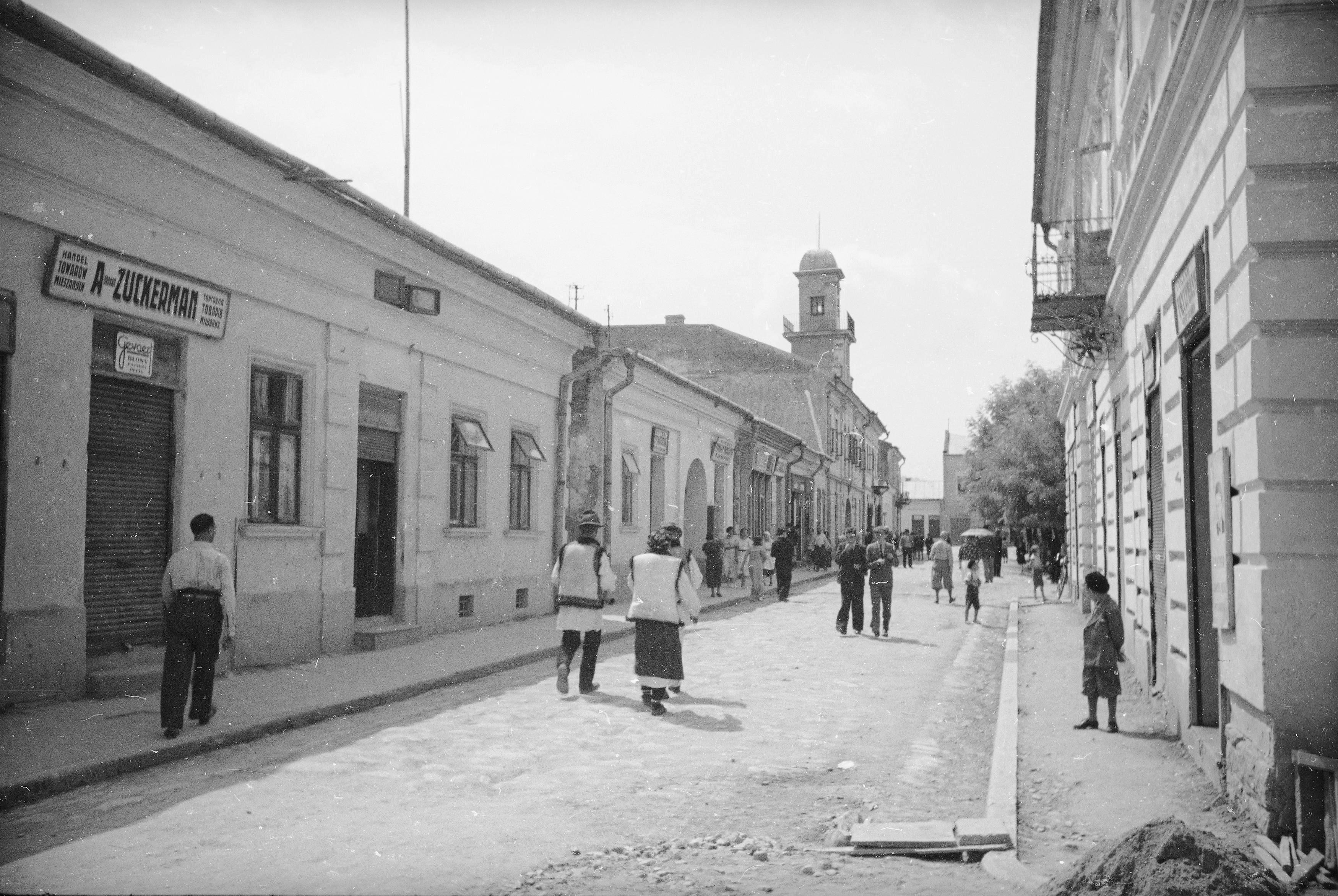
Вулиця яка веде до Ринку (1936 рік)
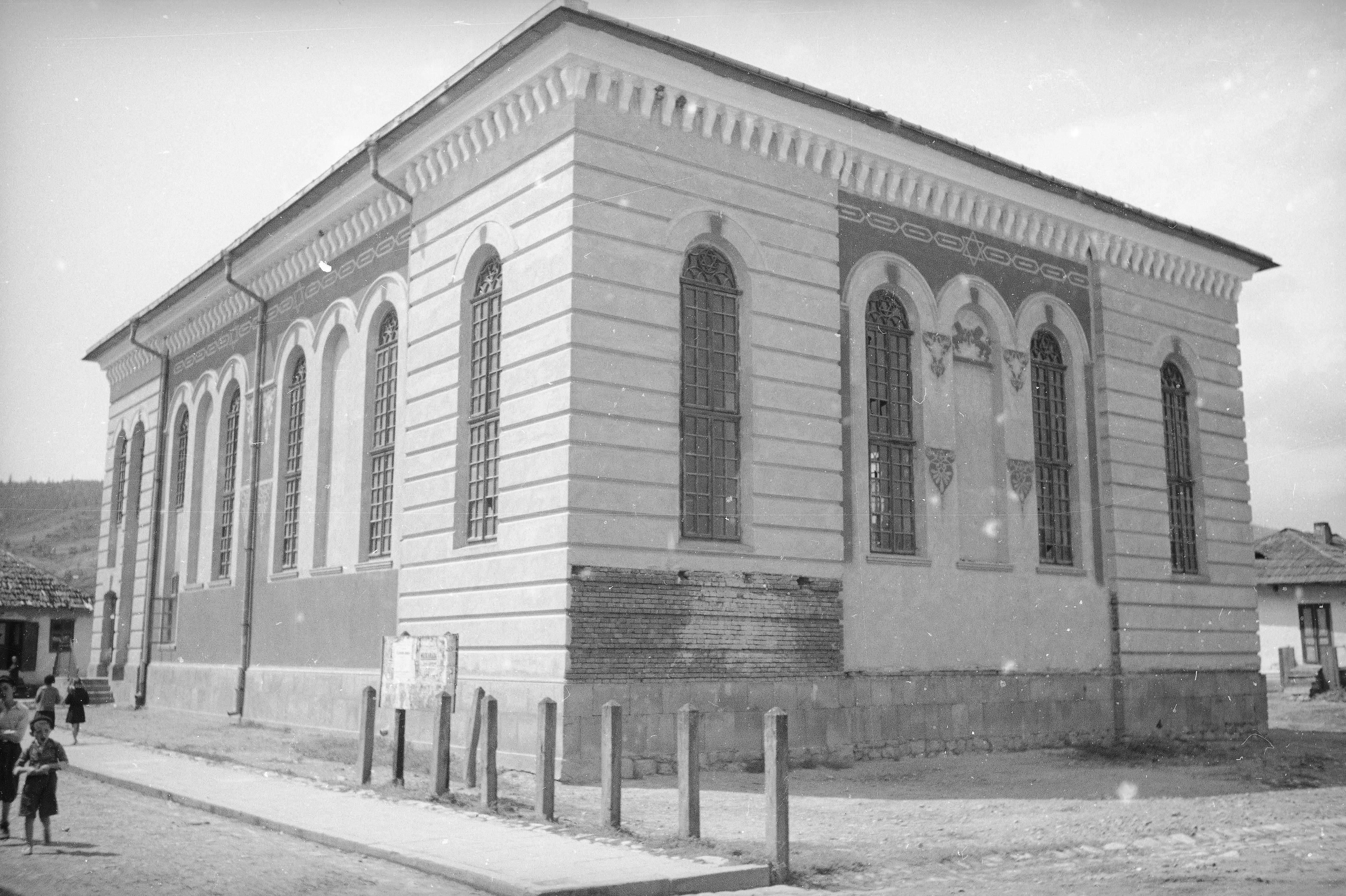
Синагога (1936 рік)

### Друга світова війна
З 14 до 17 вересня 1939 року в Кутах розміщувалося польське міністерство закордонних справ.
Один день Кути були столицею Другої Речі Посполитої, коли 17 вересня 1939 року в резиденції греко-католицького священика засідали уряд, президент Мосцицький і Верховний головнокомандувач маршал Ридз-Сміґли. Засідання знаменне тим, що польський уряд не оголосив війну СРСР за його вторгнення до Польщі, а виїхав до Румунії. Через неоголошення Польщею війни СРСР уряд Румунії не почав виконувати союзницьких зобов'язань і членів польського уряду (як і решту поляків-утікачів) — інтернував. Польські військові, арештовані СРСР, теж не отримали статусу військовополонених і, за радянським кримінальним кодексом, як озброєні бандити були розстріляні в Катині.
Через Кути 1939 року пролягав основний маршрут відступу решток польської армії та різних урядовців до Румунії. Деякі з відступаючих, надламані фізично і морально у зв'язку із поразкою Польщі у війні з Німеччиною, закінчували життя самогубством, інших вбивали радянські солдати.
З початком німецько-радянської війни у Кути ввійшли угорські війська — союзники Німеччини (1 липня 1941 р.), які у серпні передали владу німецькій адміністрації. У час німецької окупації були знищені майже всі євреї: 9 квітня 1942 року німці вбили 1038 осіб, 15 серпня цього ж року заарештували, а згодом розстріляли у Шепарівському лісі 1181 особу єврейської національності.
Весною 1944 року Кути знову опинилися в зоні військових дій. Частина населення була евакуйована у різні села, зруйновано ряд будинків, а на вулиці Шевській загинув 31 житель від рук польської боївки. 28 серпня 1944 року у Кутах було вдруге встановлено радянську владу і утворено Кутський район. Кути були позбавлені статусу міста. Найкращі уцілілі будинки зайняли партійно-радянські установи, каральні військові частини та прикордонники.
Численні загони НКВДистів та «стрибків» проводили масові облави, забирали чоловіків, яких без належної військової підготовки відправляли на фронт. Таким способом було мобілізовано близько 30 жителів Кутів.

### У складі СРСР
В 1944 році Кути позбулися статусу міста і стали селищем – центром району. Усю землю, що належала жителям Кут, було вилучено з підпорядкування Кутської ради і передано старокутському колгоспу ім. Шевченка.
У 1945 році енкаведисти стратили у Кутах трьох воїнів УПА — Лазорика Михайла, Рудака Василя та Кричуна Михайла. На місці страти встановлено і освячено пам'ятний хрест.
У 1946 році населення Кутів та Старих Кутів поповнилося новими жителями-вигнанцями із Лемківщини та Надсяння. Згідно з радянсько-польським договором від 9 вересня 1944 року, близько 500 тисяч українців Закерзоння було насильно вивезено. Польські переселенці з України, яких підтримувала влада, вимагали негайного виселення українців.
Але перебування у складі СРСР принесло і свої позитивні результати. В селищі йшов активний промислово-культурний розвиток. В 1949 році в Кутах створено лісосплавну контору, артілі «Промкооператор», «Червоне Прикарпаття», «Червоний мебляр», «Чоботар» та «Килимарка». В 1967 році з Черемошної в Кути переводиться лісокомбінат, діє Кутський промкомбінат, населення Кут збільшується за рахунок переселенців з Лемківщини і Надсяння, також через кадровий дефіцит йде активне залучення спеціалістів зі східної України. В 1959 році було відкрито школу-інтернат. В 1951 році засновано перший Кутський дитячий садок. В 1967 році будується сьогоднішнє приміщення середньої школи. В 1947 році в Кутах відкривається сільського господарська школа, в 1949 році – будівельна. На базі цих навчальних закладів у 1972 році створюється Кутське СПТУ. В той же час для жителів селища та навколишніх сіл було побудовано: будинок культур, лікарню та протитуберкульозний диспансер. З 1984 року діє школа мистецтв. Зростає і доброту жителів, у 50-80-ті роки селяни звели численну кількість гарно оздоблених будинків, переважно 2—3-кімнатних, з кухнями, просторими скляними верандами та великими вікнами. Тоді ж було споруджено: могилу воїнів, братську могилу радянських офіцерів та солдатів, відкрито меморіальну дошка-барельєф на згадку про перебування І. Франка у селі.
В часи «відлиги» відбувається відродження національного розвитку, про що свідчить відкриття в 1961 році пам'ятника Т. Шевченкові, приурочений до вшанування в радянському союзі сотої річниця з смерті кобзаря українського народу.
14 жовтня 1989 року, за ініціативою І. Досяка та О. Німця, за участі делегата Установчих зборів Руху І. Пилипейка, всупереч протидії районних партійних органів та відділу міліції, у Кутах створено перший на Косівщині осередок Народного Руху України.

## Населення

### Мова
Розподіл населення за рідною мовою за даними перепису 2001 року:
| Мова            | Кількість | Відсоток |
| --------------- | --------- | -------- |
| українська      | 4211      | 98.57%   |
| російська       | 48        | 1.13%    |
| білоруська      | 4         | 0.09%    |
| вірменська      | 2         | 0.05%    |
| румунська       | 2         | 0.05%    |
| гагаузька       | 1         | 0.02%    |
| інші/не вказали | 4         | 0.09%    |
| Усього          | 4272      | 100%     |

## Інфраструктура
У селищі функціонують такі заклади і установи, як дитячий садок «Покутянка», Кутський ліцей, Кутський професійний ліцей, а також Кутська міська лікарня. Діють приватні магазини, пекарні, заклади ресторанно-відпочинкового господарства.

## Пам'ятки історії та культури
- городище X—XIII століть (відкрите 1930 року);
- дві церкви;
- костел;
- пам'ятник Т. Шевченкові (1961 р.);
- символічна могила полеглих за волю України;
- вірменська церква;
- Кутська ратуша;
- братська могила радянських солдатів та офіцерів;
- єврейський цвинтар

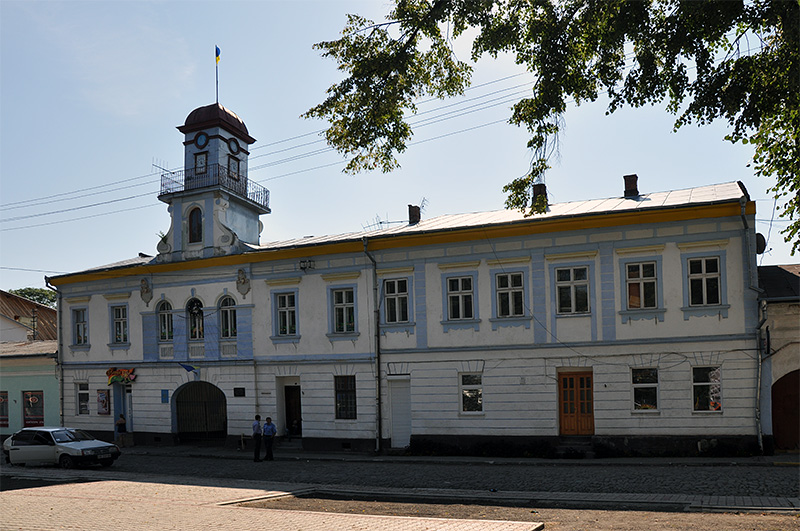
Кутська ратуша
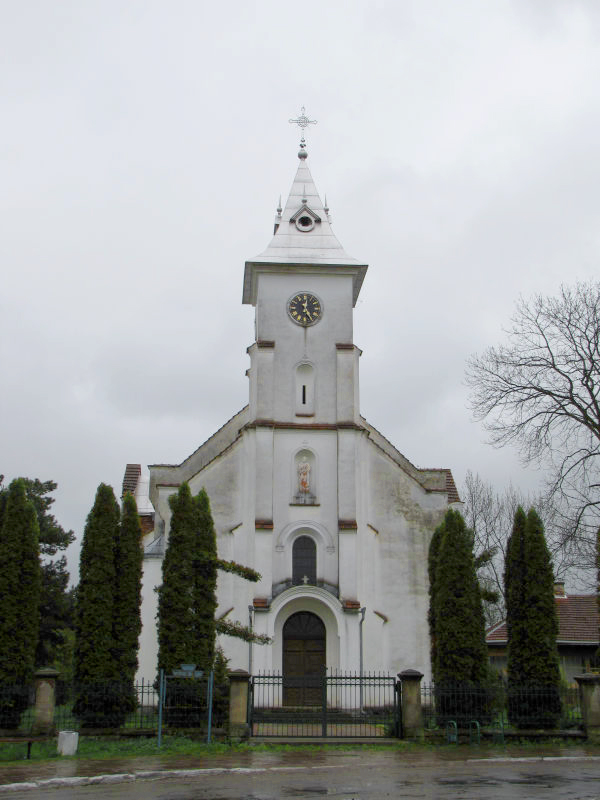
Костел
Церква в Кутах
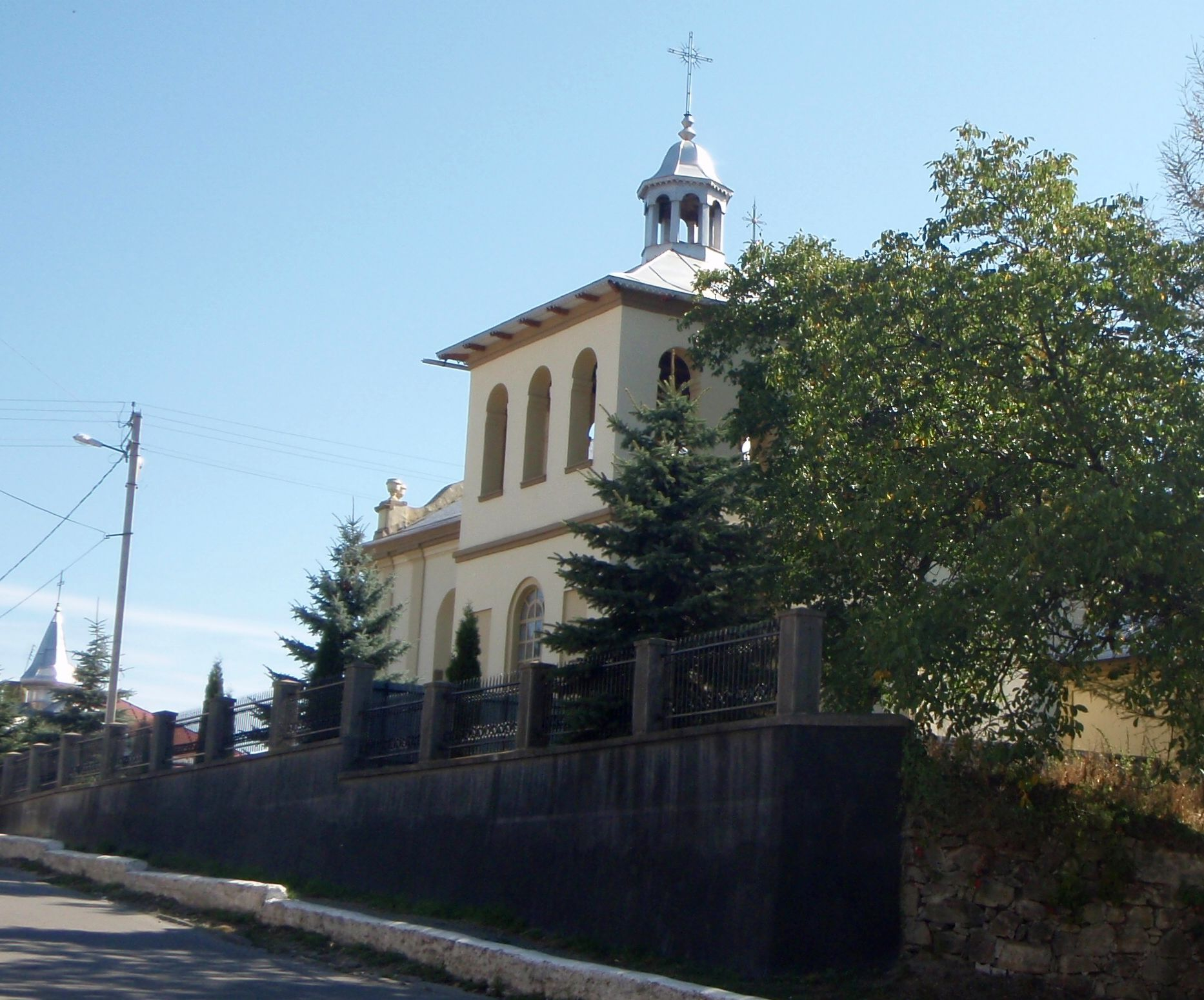
Вірменська церква
Символічна могила полеглих за волю України
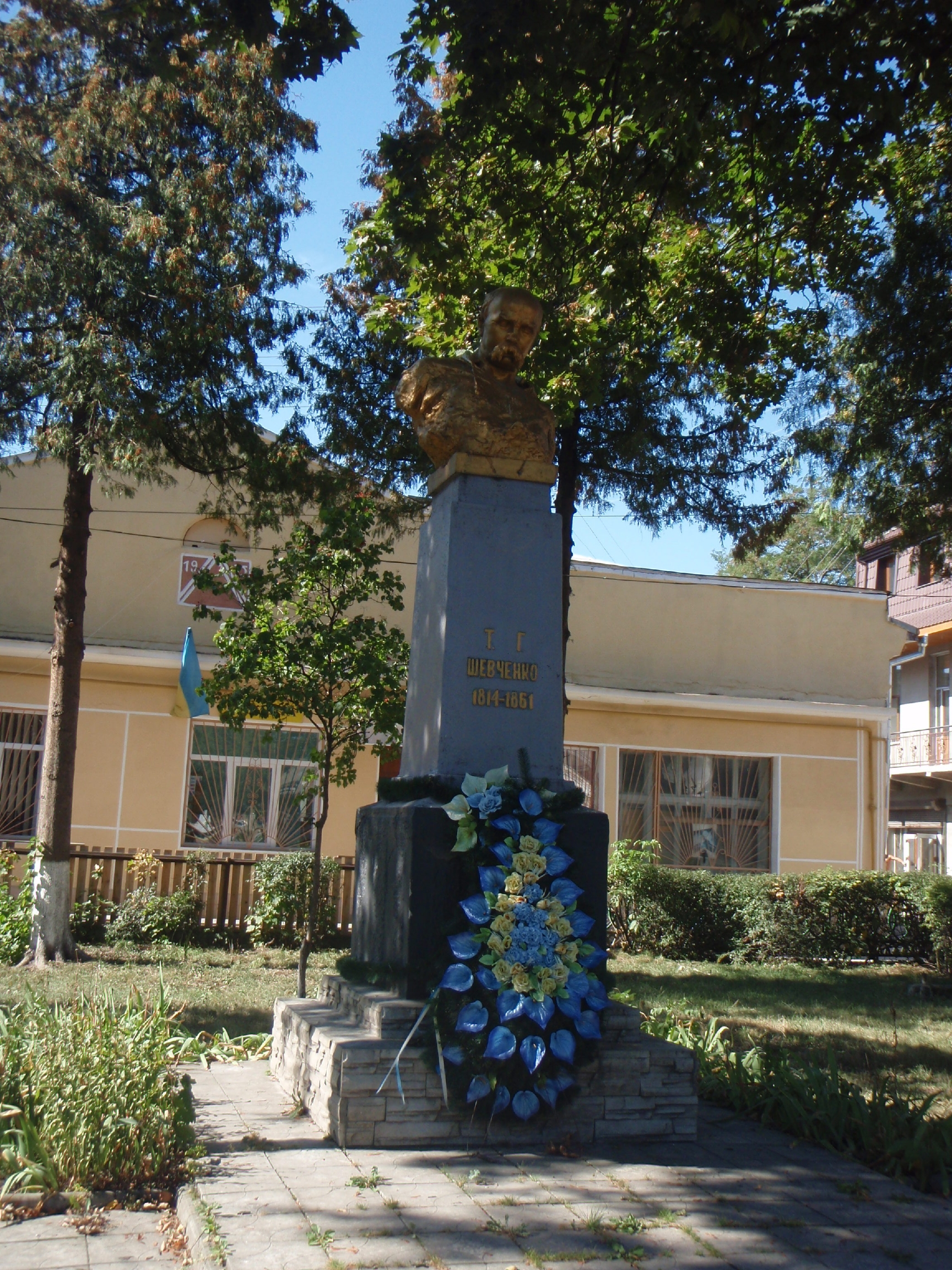
Пам'ятник Тарасу Шевченку
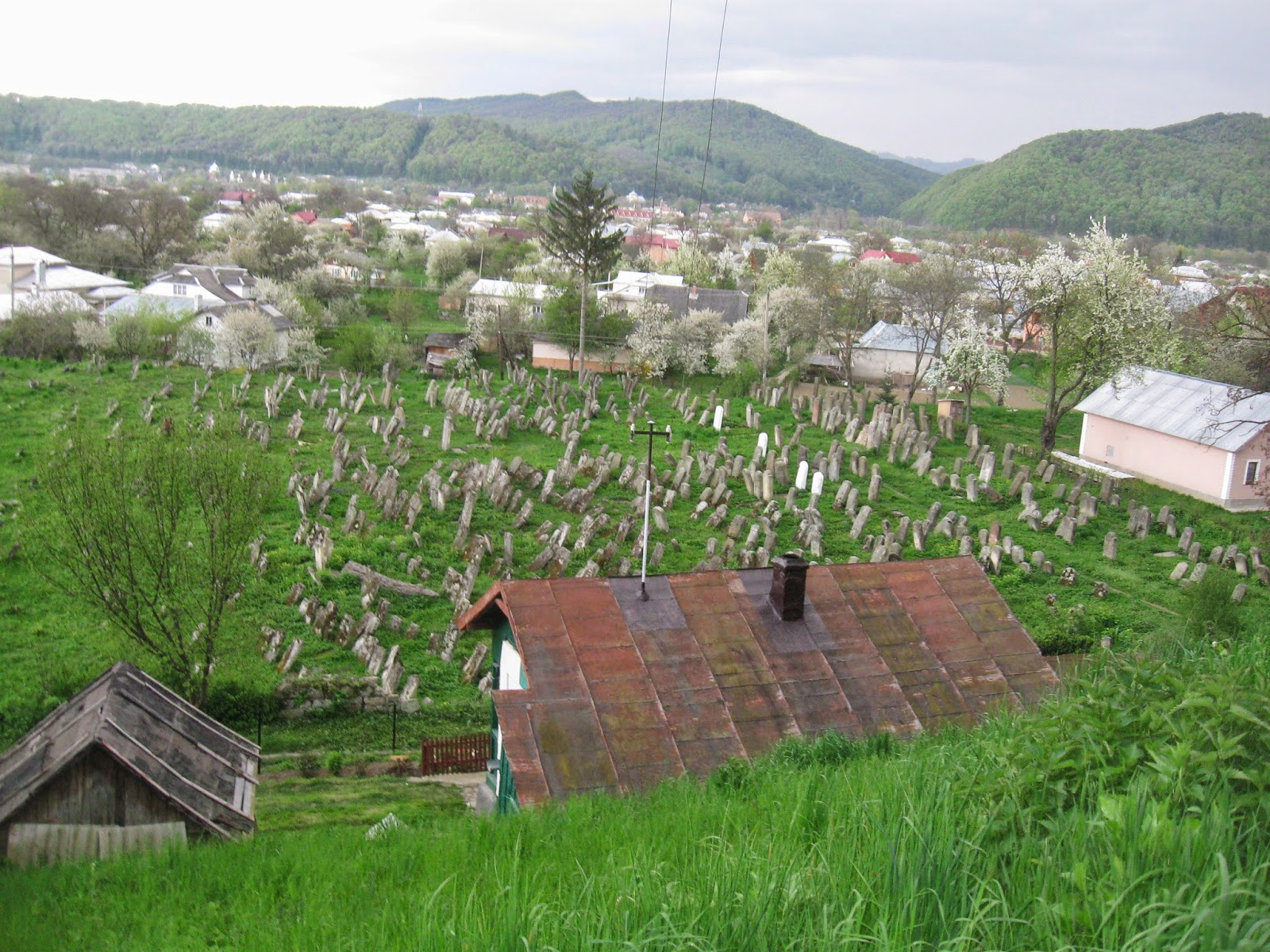
Єврейський цвинтар

## Відомі люди

### Народилися
- Хаїм Друкман (нар. 1932) — відомий ізраїльський рабин та політичний діяч;
- Дутківський Левко — український музикант і композитор;
- Крушельницька Лідія Сильвестрівна — українська актриса, співачка (сопрано), режисер, театральна діячка;
- Лазорик Микола — український футболіст;
- Луканюк Іван Іванович — український футболіст, нападник.
- Михайлишин Ігор Ярославович — український доброволець (сержант), піаніст, юрист;
- Подкович Марта Михайлівна —  український театрознавець, музикознавець, громадсько-культурна діячка;
- Слюзарівна-Соханівська Марія — українська театральна актриса;
- Ромашкан Григорій Йосиф — архиєпископ вірменсько-католицької церкви у 1876—1881 роках;
- Харук Микола — український військовик, поручник УПА, командир сотні ім. Богуна в ТВ-21 «Гуцульщина», провідник Косівського надрайонного проводу ОУН;
- Филипович Микола — вояк дивізії СС «Галичина», ветеранський та громадський діяч української громади у США.

### Мешкали, працювали
- Вовк Віра — письменниця, з 1945 року мешкала в еміграції: спочатку в Німеччині, а згодом у Бразилії;
- Л. Коротницька — артистка, хормейстер (США);
- Дутківський Левко — український музикант і композитор;
- отець Федір Лисевич — парох і декан (УГКЦ) Старих Кутів, посол Галицького сейму 3-го скликання[12];
- Кашевко Матвій — радник суду, посол Галицького сейму[12];
- Давидович Богдан — вірменсько-католицький ксьондз, громадський діяч[13];
- Баал Шем Тов (Бешт) — засновник хасидського руху.

### Відвідували
- Василь Стефаник, Іван Франко, Леся Українка, Михайло Драгоманов,Тадеуш Доленга-Мостович.